# Negrilești (okręg Gałacz)
Negrilești – wieś w Rumunii, w okręgu Gałacz, w gminie Negrilești. W 2011 roku liczyła 1481 mieszkańców.